# شهري بوزرغ
منطقة شهري بزورغ هي واحدة من 28 مقاطعة في ولاية بدخشان في شرق أفغانستان. عاصمتها مدينة شهر بوزورغ. حدودها الشمالية الغربية على طول الحدود الدولية بين أفغانستان وطاجيكستان بينما حدودها الجنوبية الغربية مع ولاية تخار، تقع في الجهة الغربية للمحافظة، يبلغ عدد سكانها 42000 نسمة. تعرضت المدينة لزلزال عام 2005.